# スライ&ザ・ファミリー・ストーン
スライ&ザ・ファミリー・ストーン (Sly & the Family Stone) は、サンフランシスコを本拠地として活動した、アメリカ合衆国の人種・性別混合編成のバンドである。アバコ・ドリーム名義でも活動した。

## 歴史

### デビューまで
スライ・ストーン（本名：シルヴェスター・スチュアート）は、1943年、テキサス州ダラスに生まれた。父K・C・スチュアートは、教会の助祭。父はギターをひき、母はゴスペル・グループで歌うような音楽的に恵まれた環境で育った。幼い頃、一家でカリフォルニア州ヴァレーホに移住。少年時代から音楽の才能を発揮し、1952年には、弟フレディや妹ローズ、ヴィエタと共にコーラス・グループ「スチュアート・フォー」を結成して、「On the Battlefield of the Lord（主の戦場にて）」というレコードを吹き込んだ。
ヴァレーホの高校で、シンシア・ロビンソンと知り合った。スライはスチュアート・ブラザーズや、同級生を交えて、ヴィスケインズ（The Viscaynes）という人種混合ドゥーワップバンドを結成したこともある。スライは、ダニー・スチュアート名義でも録音をおこなった。
高校を卒業してから地元のコミュニティカレッジに進み、音楽理論を学ぶ。卒業後、1963年にDJとしてサンフランシスコのラジオ局KSOLに入り、ビートルズやジェームス・ブラウンやボブ・ディランやローリング・ストーンズなど、人種にとらわれない多様な音楽をオンエアした。この頃、スライはオータム・レコーズ社で、ボー・ブラメルズやボビー・フリーマン、モジョ・メン、ビリー・プレストン、グレイト・ソサエティ（グレース・スリックのバンド）、ヴェジタブルズ、バーサ・テイルマンなどのレコードをプロデュース。スライが手掛けたソウル・シンガー、ボビー・フリーマンの「カモン・アンド・スウィム」(1964)はビルボード5位にまで上がる大ヒットになり、才能の片鱗を見せた。同時に、彼自身も数枚のソロシングルを出したが、ヒットを飛ばすには至らなかった。
1966年に、シンシア達とスライ&ザ・ストーナーズというバンドを結成。同じ頃、弟のフレディがフレディ&ザ・ストーン・ソウルズというバンドを結成。このフレディのバンドにいたのが、グレッグである。1967年、ジェリー・マルティーニの呼びかけに応えて2つのバンドが合体し、スライ&ザ・ファミリー・ストーンが誕生した。スライの末の妹ヴィエタは、マリー・マックリアリーやエルヴァ・ムートンとコーラス・グループのリトル・シスターを結成してバッキング・ボーカルを担当した。
デビューシングル「I Ain't Got Nobody」をロードストーン・レコーズから出してヒットしたところ、CBSレコーズのクライヴ・デイヴィスが評判を聞きつけてアプローチしてきたため、CBSのエピック・レコーズと契約。1967年に、ファースト・アルバム『新しい世界』とシングル「Underdog」を出し、評価はされたものの、売り上げの面では失敗に終わった。

### 全盛期：1968-1973年
デイヴィスから「もっとポップな曲を」と要求されたため、渋々出したシングルが1968年2月の「Dance to the Music」だった。この曲はビルボード・Hot 100の8位を記録し、グループの名を初めて全米に轟かせた記念すべき曲となった。このシングルを出す直前に、ローズが参加している。彼女は、結成当初から参加を勧められていたが、地元のレコード店での安定した職を投げ打つ決断がつかず、先延ばしにしていたものである。
アルバム『ダンス・トゥ・ザ・ミュージック』(1968)の売り上げは好調だったが、次に出した『ライフ』(1968)は商業的に成功しなかった。しかし売れ行きに関係なく、この2作のアルバムの影響力は絶大で、1968年9月には英国ツアーも予定されていたが、コンサートはキャンセルとなった。
1968年11月、シングル「エヴリデイ・ピープル」をリリース。バンドにとって初めてのナンバーワンヒットとなった。この曲は人種差別はもちろん、あらゆる偏見を否定する曲であり、全盛期のスライ&ザ・ファミリー・ストーンの考え方を代表している。
1969年5月にアルバム『スタンド!』をリリース。300万枚を売り上げ、60年代に最も成功したアルバムのひとつとなった。8月にはウッドストック・フェスティバルに出演し、愛と平和と人種統合の理想を背景に時代の寵児となった。同月に発売したシングル「ホット・ファン・イン・ザ・サマータイム」は全米チャートで2位、12月に発売したシングル「サンキュー」は1位を記録するなど人気はとどまるところを知らなかった。
しかし、同じ頃すでにリーダーのスライ・ストーンは麻薬中毒に侵されていた。黒人の自立を説くブラックパンサーはスライに対して、白人のグレッグとジェリーをバンドから追い出し、もっと黒人寄りの曲を作るように圧力を掛けた。スライは薬物の影響で精神的混乱をきたし、ラリー・グラハムとの仲も険悪になってしまう。70年ごろからは、コンサートで大幅な遅刻や、キャンセルをしてしまうなどの奇行が目立つようになってしまう。そのためにバンドは分解状態となり、プロモーターからも見捨てられてしまう。ラリー・グラハムはやがてバンドを解雇され、グラハム・セントラル・ステーションを結成した。1975年1月には、ラジオシティ・ミュージックホールでの公演の大失敗を機に、とうとう活動を停止した（ただし、公式の解散は1981年）。
そんな時期でも、輝きを放ったアルバムが、1971年11月の『暴動』である。このアルバムは、以前のロックとポップ・サウンドを演奏したスライとは大きく異なる、暗いトーンながらも非常にファンキーな作品に仕上がった。ブーツィー・コリンズは、このアルバムを自身のフェイバリットにあげている。シングルカットされた「ファミリー・アフェア」により3度目の全米チャート1位を獲得した。
1973年6月、アルバム『フレッシュ』を発表。同アルバムにはヒット曲「一緒にいたいなら（イフ・ユー・ウォント・ミー・ステイ）」が収録されている。このアルバムは、勢いのあった時期のスライのファンキーな作品として評価された。同作品では、ドラムがアンディ・ニューマークに交代している。

### 停滞期
スライは女優キャシー・シルヴァと結婚し、ブッバという息子を授かったが、74年以後のアルバムは精彩を欠いているとの評価がある。70年代後半の佳作としては、「"Green Eyed Monster Girl：緑の眼をしたカイブツ少女"」(1975)がある。
以後、スライはソロアーティストとして数枚のアルバムを出したが、いずれも全盛期ほどの評価は得られなかった。弟のフレディ・ストーンは、グラハム・セントラル・ステーションでの活動を経て一時ショー・ビジネスの世界を離れ、薬物中毒を治療して故郷ヴェレーホで牧師となったが、カムバックし21世紀も音楽活動を続けてCDをリリースしている。ローズは、1976年にモータウンから1枚だけアルバムを出した後、やはりショー・ビジネスの世界から足を洗い、フレディの教会で歌っている。
1980年代前半には、ジョージ・クリントンやボビー・ウーマックの手助けで音楽界への復帰を試みた。スライはファンカデリックの81年のアルバムに参加している。1980年代後半に麻薬中毒から回復し、元タイムのジェシー・ジョンソンのアルバム『ショッカデリカ』(1986)にも参加した。その後、女助手2名と共にカリフォルニア州ナパバレーで永らく隠遁生活を送っている。時には自宅のスタジオで新曲を録音することもあり、その中の数曲（「Coming Back For More」を含む）はブートレグとして流出している。
2005年8月15日、妹ヴェットが参加しているファミリー・ストーン・トリビュートバンド、ファンク・ファミリー・アフェアーのロサンゼルス・コンサートにスライも加わって久しぶりに人前に姿を現し、演奏の間中ヘルメットを被ったままだったものの、往年のファンたちの間に話題を呼んだ。11月、スライはこのバンドを「ザ・ファミリー・ストーン」と改名した。このほか、ジェリー・マルティーニはザ・ファミリー・ストーン・エクスペリエンスというバンドを結成し、スライ&ザ・ファミリー・ストーンの伝説を継承すべく努めている。
2006年2月8日、スティーヴン・タイラー達によるスライへのトリビュートアルバム『Different Strokes By Different Folks』（2005年7月12日リリース）がグラミー賞にノミネートされたことに伴って、グラミー賞授賞式の会場に、金髪・モヒカン・サングラス・銀ラメスーツ姿のスライが登場し、グレッグ・エリコやシンシア・ロビンソンやヴェット・ストーンたちと共に「I Want To Take You Higher」を演奏した。
2007年7月7日、スライ&ザ・ファミリー・ストーンが結成40周年を記念し、カリフォルニア州サンノゼで20年振りにステージ復帰を果たした。しかし、前座のバンドのパフォーマンスが長引き、彼らが登場した時点で既に指定制限時間を過ぎてしまっていたため、15分間で2曲半を演奏したところで警察によって遮断されてしまった。同12日からはイタリアのペルージャを皮切りとして、同15日のオランダのジャズ・フェスティバル、同19日のフランス、同22日のイギリス、フランスのパリ、イギリスのボーンマス等を回るツアーを敢行。ニースでは、公演開始10分でスライがステージから立ち去ってしまい、残されたファミリー・ストーンが観客を盛り上げ続ける一幕があった。30分後に大きなサングラスとベースボールキャップ姿のスライが再び現れ、もう10分歌ってステージを後にした。その後のミニワールドツアーでも公演はいずれも短時間だったが、復帰を喜ぶファンからは声援が贈られた。
2008年8月31日、東京JAZZ2008、9月2日ブルーノート東京で初来日公演を行った。この東京JAZZの公演には、ニューミュージックの音楽家も来て、「ファミリー・アフェア」を聴いて泣いた』とのことである。
なお、ジョニー・"ギター"・ワトソンの1981年のアルバム『Johnny Guitar Watson & The Family Clone』、のように、スライ&ザ・ファミリー・ストーンの名前をアルバム・タイトルでパロディー化した作品も存在する。2010年代には、久しぶりにスライの状況がニュースとして報道されたが、それは著作権を手放し、トレーラー・ハウスで生活しているという知らせだった。
2025年1月23日、ドキュメンタリー映画『Sly Lives! (aka The Burden of Black Genius)』がサンダンス映画祭で上映された。同年2月13日、一般公開された。

## メンバー
- スライ・ストーン（1943年3月15日 - 2025年6月9日[12]）：ボーカル・ギター・キーボード・ハーモニカ
アフロヘアともみあげでサングラスをかけ、キーボードを弾き語る。
- フレディ・ストーン（1946年6月5日 - ）：ボーカル・ギター
スライの弟。
- ローズ・ストーン（1945年3月21日 - ）：ボーカル・キーボード
スライの妹。ロージーとも名乗る。
- シンシア・ロビンソン（1946年1月12日 - 2015年11月23日）：ボーカル・トランペット
スライの高校時代の友人。
- ラリー・グラハム（グレアム）（1946年8月14日 - ）：ボーカル・ベース
シンシアの親戚。1972年脱退。
- ラスティ・アレン（1953年3月13日 - ）：ボーカル・ベース
1972年加入。
- ジェリー・マルティーニ（1943年10月1日 - ）：サックス・白人
- グレッグ・エリコ（1949年9月1日 - ）：ドラム・白人
1971年脱退。
- アンディ・ニューマーク（1950年7月14日 - ）：ドラム・白人
1973年加入。

オリジナル・メンバーでは、イタリア系の白人であるマルティーニとエリコを除く5人が黒人。途中加入組は黒人（アレン）と白人（ニューマーク）が1人ずつ。
1972年から、予備のサックス奏者としてパット・リッツォ（白人。イタリア系）が加わった。

## ディスコグラフィ

### アルバム
- 『新しい世界』 - A Whole New Thing（1967年）
- 『ダンス・トゥ・ザ・ミュージック』 - Dance to the Music（1968年）
- 『ライフ』 - Life（1968年）
- 『スタンド!』 - Stand!（1969年）
- 『グレイテスト・ヒッツ』 - Greatest Hits（1970年）
- 『暴動』 - There's a Riot Goin' On（1971年）
- 『フレッシュ』 - Fresh（1973年）
- Small Talk（1974年）
- Heard You Missed Me（1976年）
- Back on the Right Track（1979年）
- Ain't But the One Way（1983年）

#### スライ・ストーン名義
- High on You（1975年）
- I'm Back! Family & Friends（2011年）

### シングル
※抜粋
- "Dance To The Music"（1967年）#8 (Billboard Pop Chart)/#9 (R&B Chart）
- "エヴリデイ・ピープル：Everyday People"（1968年）#1/#1
- "スタンド!：Stand!"（1969年）#22/#14
- "ホット・ファン・イン・ザ・サマータイム：Hot Fun in the Summertime"（1969年）#2/#3
- "サンキュー：Thank You (Falettinme Be Mice Elf Agin)"（1969年）#1/#1
- "エブリバディ・イズ・ア・スター：Everybody Is a Star" (flip of "Thank You")（1969年）
- "アイ・ウォント・トゥ・テイク・ユー・ハイアー：I Want to Take You Higher"（1970年）#38/#24
- "ファミリー・アフェア：Family Affair"（1971年）#1/#1
- "ランニン・アウェイ：Runnin' Away"（1972年）#23/#15
- "(You Caught Me) Smilin'"（1972年）#42/#21
- "一緒にいたいなら：If You Want Me to Stay"（1973年）#12/#3
- "タイム・フォー・リビング：Time For Livin'"（1974年）#32/#10

#### アバコ・ドリーム名義
- "Life And Death In G & A"（1969年）レコードナンバー A&M 1081
- "Another Night of Love"（1970年）レコードナンバー A&M 1160